# Винтилэ, Богдан
Богдан Арджеш Винтилэ (рум. Bogdan Argeș Vintilă; род. 27 февраля 1972, Бухарест) — румынский футболист, игравший на позиции вратаря, и футбольный тренер.

## Биография

### Игровая карьера
Выступал как игрок за команды «Арджеш» (Питешти), «Рапид», «Национал» (оба — Бухарест), турецкий «Бурсаспор» и «Конкордию» из Кьяжны. В 2003 году был на просмотре в московском «Спартаке» и сыграл контрольные матчи против лиепайского «Металлурга» (победа 2:0) и «Зимбру» (поражение 2:3), однако вскоре покинул расположение команды.
В составе сборной Румынии провёл 5 официальных встреч в 2002 году и одну неофициальную в 2003 году в рамках Кубка Кипрской футбольной ассоциации против России, которая в реестр матчей сборной Румынии не вошла. Именно по итогам турнира «красно-белые» заинтересовались кандидатурой Винтилэ на должность вратаря.

### Тренерская карьера
Как тренер известен по работе с клубами «Конкордия», «Галатасарай», «Вииторул» (Констанца), «Волунтари», «Металоглобус» и «Астра», а также со сборной Румынии до 17 лет. Работал помощником Георге Хаджи в ряде клубов: с Хаджи был знаком благодаря выступлению в «Бурсаспоре» во время работы Хаджи в турецкой команде. В 2019 году возглавил «Стяуа».